# Chiesa di Santa Caterina d'Alessandria (La Valletta)
La chiesa di Santa Caterina d'Alessandria è un luogo di culto cattolico di rito romano ubicato sulla piazza della chiesa di Nostra Signora della Vittoria a La Valletta. L'edificio è chiesa parrocchiale per la comunità italiana di Malta altrimenti nota come chiesa di Santa Caterina d'Italia (in maltese Santa Katerina tal-Italja, in inglese Saint Catherine of Italy). Storico luogo di culto patrocinato dai componenti della comunità italiana insediata presso l'Auberge d'Italie.

## Storia

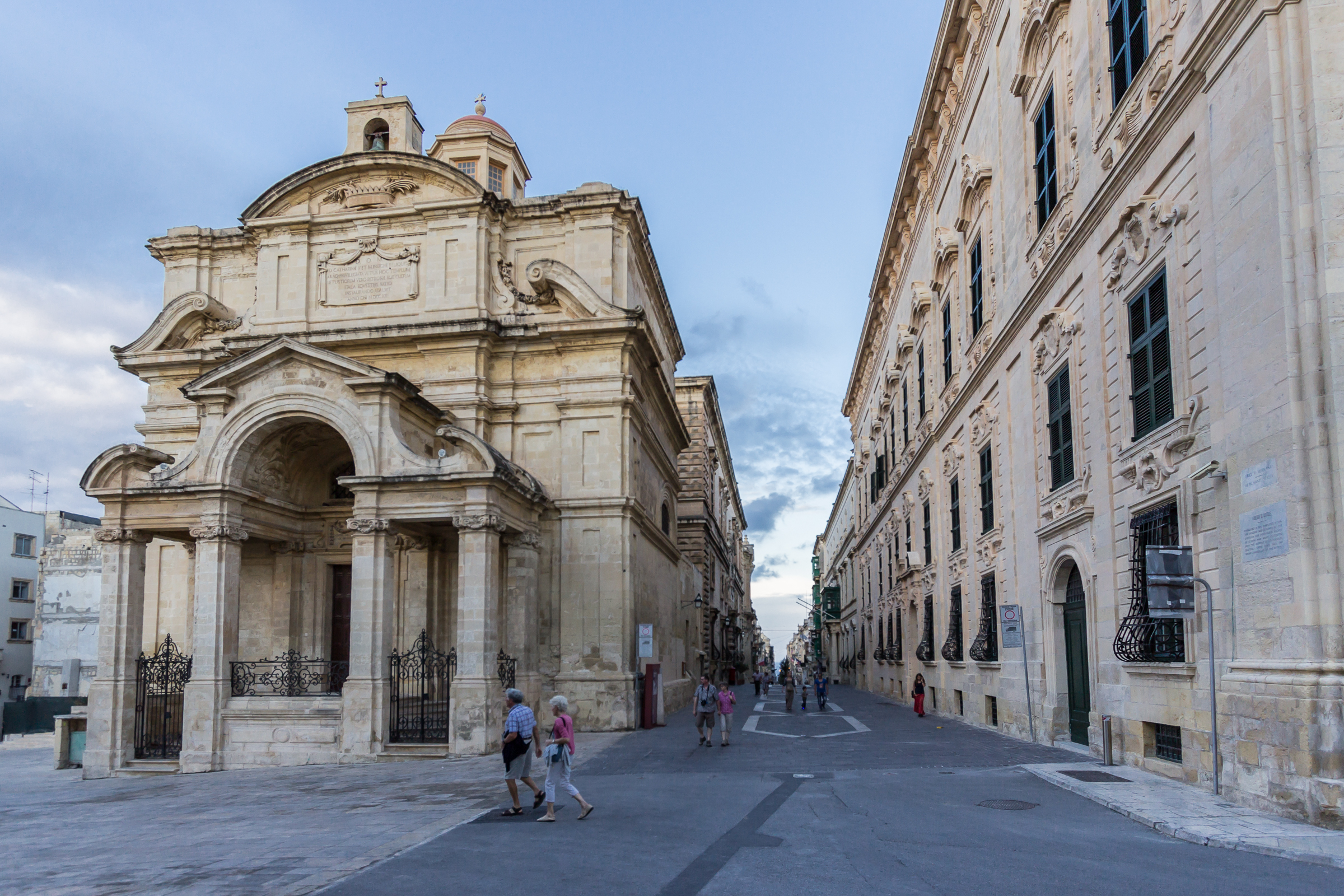
Chiesa e adiacente Albergo di Castiglia.

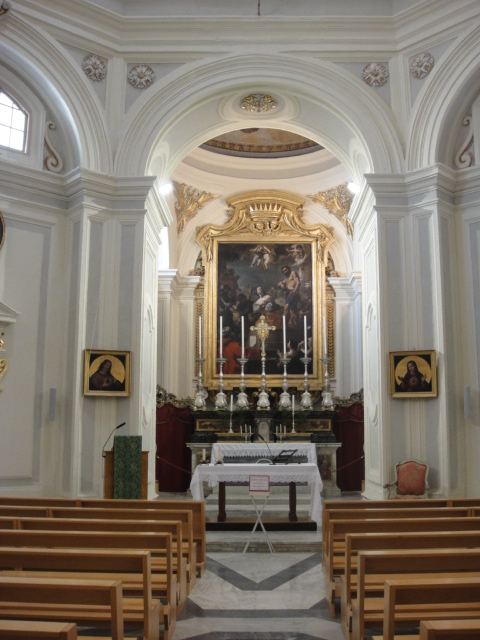
Interno.

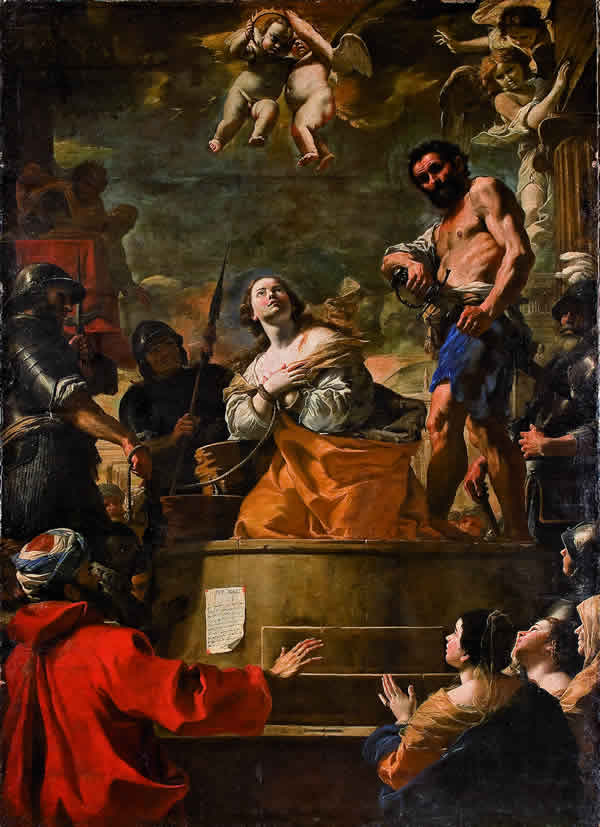
"Martirio di Santa Caterina d'Alessandria".

### Epoca normanno - aragonese
I Cavalieri Italiani dell'Ordine di San Giovanni di stanza a Gerusalemme posero il loro sodalizio sotto il celeste affidamento di Santa Caterina d'Alessandria. Oltre alla custodia del Santo Sepolcro estesero il compito di protezione e assistenza anche ai pellegrini in visita al monastero di Santa Caterina sul monte Sinai. Nel 1309 con l'espulsione dell'Ordine dalla Terra santa, seguì una breve permanenza a San Giovanni d'Acri, Cipro, infine lo stanziamento sull'isola di Rodi.
Luogo di culto a Rodi. Nel 1392 dopo il trasferimento dell'Ordine dei Cavalieri Ospitalieri a Rodi, l'ammiraglio e balì di Napoli Domenico d'Allemagna proseguì la tradizione attuata in Terra Santa. Nel borgo della città di Rodi edificò una chiesa in onore di Santa Caterina d'Alessandria con annesso ospedale e dotò entrambe le istituzioni di beni e privilegi.

### Epoca spagnola
Nel 1522 l'assedio di Solimano il Magnifico costrinse i Cavalieri ad abbandonare l'insediamento. Per più di un lustro gli Ospitalieri vagarono alla ricerca di una nuova sede trovando temporanea sistemazione presso il Gran Priorato dei Cavalieri dell'Ordine dell'Ospedale di San Giovanni di Gerusalemme a Messina, periodo durante il quale sostennero generosamente la città peloritana durante l'imperversare di una terribile epidemia di peste. Le frequenti incursioni piratesche e corsare indussero l'imperatore Carlo V a dotare i capisaldi dell'arcipelago maltese, all'epoca ancora feudo siciliano, e i principali porti della Sicilia con Messina in testa, d'imponenti fortificazioni in grado di resistere ai ripetuti attacchi. Contestualmente si moltiplicarono i lavori per la costruzione dei baluardi di La Valletta e di Messina, periodo durante il quale l'Ordine si trasferisce a Malta in seguito dell'assegnazione imperiale del feudo nel 1530, in quanto il monarca è allo stesso tempo Re di Sicilia.

#### Primo luogo di culto
Primitivo luogo di culto a Vittoriosa - Birgu.

Trasferito l'Ordine a Malta nel 1530, i Cavalieri Italiani si insediarono nella città di Birgu (oggi Vittoriosa). Anche qui sulla scia dell'antica tradizione, fu edificato un tempio con una cappella dedicata a Santa Caterina. Il primo riferimento dell'esistenza dell'edificio risale al 1560, costruzione rimasta ai cavalieri italiani fino al 1572, quando i componenti della Nazione Italia si trasferirono nel nuovo Albergo d'Italia di La Valletta, il prelato dell'Ordine Alfonso Domenici, ebbe istruzioni di consegnare ai procuratori della Lingua le reliquie, suppellettili liturgici, paramenti e arredi sacri appartenenti alla chiesa, edificio che continuò ad ospitare le pratiche di culto cattolico.

#### Secondo luogo di culto
Primitivo luogo di culto a La Valletta.

Fra Ludovico Folchi fece istanza affinché gli venisse concessa la cappellania a vita con i relativi emolumenti, obbligandosi di costruire una nuova cappella. Nel 1574 Girolamo Cassaro fu incaricato di redigere i piani per la costruzione dell'Albergo d'Italia e, due anni più tardi nel 1576 il nuovo tempio. Nonostante l'enorme dispendio di denaro sul costo preventivato l'edificio era di dimensioni ridotte, con un solo altare, un quadro eseguito da un pittore anonimo di Roma nel 1581.

#### Terzo luogo di culto
Attuale luogo di culto a La Valletta.

Trascorsi poco più di due decenni, nel 1609 si resero necessari nuovi lavori, al punto che si decise di riedificare l'immobile salvando solo la primitiva cappella alla quale fu addossata una costruzione a pianta ottagonale. La riedificazione e l'ampliamento su disegno del cavaliere fra' Fulvio Tassoni, architetto militare dell'Ordine, comportarono lunghi tempi di realizzazione. Con medesimo orientamento ma, con prospetto lievemente arretrato rivolto a ponente, il luogo di culto sorge accanto all'Albergo di Castiglia dal quale è separato da Merchants Street - Triq Il-Merkanti.
Nel marzo del 1626 la porta principale fu ampliata, totalmente rifatta la scalinata antistante, della facciata fu recuperato lo stemma del Gran Maestro Gregorio Carafa posto sopra l'ingresso. Tra il 1657 e il 1659 il quadro anonimo della titolare fu sostituito dalla pregevole tela di Mattia Preti, raffigurante lo Sposalizio mistico di Santa Caterina.
Col terremoto del Val di Noto del 1693 la chiesa e l'Albergo d'Italia furono seriamente danneggiati, in particolare il campanile minacciava di crollare su entrambi i manufatti. Il sacro edificio rimase in pessime condizioni statiche sino al primo decennio del XVIII secolo, probabilmente perché il sentimento religioso dei cavalieri di quel tempo si era alquanto affievolito, allorché fu aggiunto il portico di Romano Carapecchia. Del 1713 è la nuova facciata, con la decorazione con palme ed ornati in luogo della originaria scala semicircolare. Il completamento con l'aggiunta di cancelli in ferro risale al 1727.
Sul prospetto tra palme ed ornati, figura la seguente dedica:
"HOC SACELLUM DIVAE CATHERINAE DICATUM ITALICA PIETAS PROUT POTUIT REPARAVIT AUXIT ET ORNAVIT. ANNO DOMINI 1713".
Ancora più in alto, posta sul frontone, un'altra iscrizione ricorda i privilegi spirituali dei quali gode la chiesa.
"D.O.M. - D. CATHARINÆ V. ET M. INSIGNE RELIQUIIS - ARA: PRIVILEGIATA VETUS HOC TEMPLUM - VETUSTIOREM VERO PATRONÆ SUÆ CULTUM - ITALICA EQVESTRIS NATIO - INSTAURANDO ADAUXIT - ANNO D.NI MDCCXIII".
La chiesa vantava numerose opere pittoriche, alcune di esse furono trasferite nell'Albergo d'Italia, altre custodite nella concattedrale di San Giovanni; lo stesso vale per tanti arredi, argenterie liturgiche e oggetti sacri sottratti a seguito dell'occupazione francese.
- 23 febbraio 1849. Istituzione della Congregazione del Santissimo Cuore di Gesù e Maria.[6]
- 1856. Istituzione della Congregazione sotto il titolo dell'«Immacolata Concezione di Maria Vergine».[6]

### Epoca contemporanea
Nel gennaio 1999 infiltrazioni d'acqua provocarono la caduta parziale del soffitto e il distacco di ampie porzioni di decorazioni, circostanza che impose un radicale restauro tra il 2001 e il 2011, determinando di fatto una lunga chiusura. Nel 2011 la fine dei lavori fu celebrata con un evento inserito fra le numerose manifestazioni organizzate dall'Ambasciata italiana in onore del 150 anniversario dell'Unità d'Italia.
Il tempio è chiesa parrocchiale della comunità italiana di Malta. Il polo monumentale è inserito come patrimonio nella lista dell'Inventario Nazionale dei Beni Culturali delle Isole Maltesi.

## Interno
La struttura è a pianta ottagonale con cupola centrale sormontata da elegante e luminosa lanterna. Sulla superficie dipinta a monocromo trompe-l'œil decorata in stucco dipinto e motivi ornamentali in grigio e oro, sono inseriti otto ovali raffiguranti episodi salienti della vita di Santa Caterina, opere del pittore Leonardo Romeo diretto da Mattia Preti nel 1660, tra i tondi meglio pervenuti, quelli raffiguranti la Natività di Santa Caterina, l'Incontro con l'imperatore Massimiano, la Disputa con i saggi d'Egitto e il Supplizio della ruota dentata. La cappella maggiore comprendente il presbiterio e il coro, è anch'essa sormontata da cupoletta in globigerina  affrescata dallo stesso Romeo che vi raffigurò il Padre Eterno in Gloria, sfortunatamente oggi in parte deteriorato.
La parete di fondo, corrispondente alla primitiva cappella, presenta l'altare principale. Altri due altari minori sono addossati ai lati. Il pavimento marmoreo rifatto nel XX secolo presenta lo stemma dei Cavalieri di Malta e incastonate, alcune lapidi sepolcrali.

## Altari laterali
- Altare destra: è presente un quadro di Benedetto Luti raffigurante l'Addolorata, unica opera dell'artista presente a Malta.[1][4][10]
- Altare sinistra: è presente un quadro raffigurante il Crocifisso, opera trafugata a Piacenza e restituita a Malta nel 1720.[4]

## Altare maggiore
Il quadro dell'altare maggiore raffigura il Martirio di Santa Caterina d'Alessandria, è racchiuso in una grande cornice dorata, intagliata in pietra e adorna dello stemma della Lingua Italiana contornato da palme. Sostituisce il dipinto Sposalizio mistico di Santa Caterina, entrambi eccellenti opere del Cavaliere Calabrese, di quest'ultima sono di rilevante interesse i cartoni, bozzetti e disegni preparatori.
Secondo il documentatore Achille Ferres, il primitivo quadro di Mattia Preti sarebbe stato originariamente commissionato per la chiesa parrocchiale di Casal Zurrico, ma piacque talmente ai cavalieri italiani, che lo vollero per la loro chiesa e l'artista dovette eseguirne uno nuovo per la parrocchia del villaggio. Di opinione diversa è Bernardo De Dominici, per il quale la tela fu eseguita proprio per l'altare maggiore della chiesa di Santa Caterina e sostituita da altra opera di Preti, raffigurante la Decollazione di Santa Caterina, quando il primo dipinto fu trasferito nell'Albergo d'Italia e successivamente, nella Cappella d'Italia ultimata della concattedrale di San Giovanni.
Ai lati del coro si osservano due quadri, presumibilmente di scuola spagnola, raffiguranti lo Sposalizio mistico di Santa Caterina col Bambin Gesù e la Disputa con i savi d'Egitto.

## Opere documentate
- XVII secolo, Matrimonio mistico di Santa Caterina, dipinto documentato, opera di Filippo Paladini.
- ?, Santa Caterina, Gesù e la Madonna, che appare anche San Giovanni Battista, dipinto recante le insegne dell'Ordine e le Armi d'Italia, opera documentata.
- ?, San Girolamo, dipinto, opera documentata.
- ?, Santa Maria Maddalena, dipinto, opera documentata.
- XVI secolo, Sacra Famiglia,[13] dipinto, opera attribuita a Giovan Francesco Penni detto il Fattorino documentata presso la Cappella di San Paolo della concattedrale di San Giovanni.[14]
- XVI secolo, San Giovanni Battista nel deserto,[13] dipinto, opera attribuita a Giovan Francesco Penni detto il Fattorino documentata presso la Cappella di San Paolo della concattedrale di San Giovanni.[14]
- ?, Sposalizio della Madonna con San Giuseppe, dipinto, opera documentata dal 1720 nell'Albergo d'Italia.
- ?, Visitazione della Madonna a Santa Elisabetta, dipinto, opera documentata dal 1720 nell'Albergo d'Italia.
- 1850c., Sacro Cuore di Gesù, dipinto in stile bizantino, opera documentata di Giuseppe Calleja.[6]
- 1850c., Sacro Cuore di Maria, dipinto in stile bizantino, opera documentata di Giuseppe Calleja.[6]
- ?, Addolorata, dipinto, opera documentata in sacrestia.
- ?, Francesco Segnani, dipinto raffigurante il segretario della lingua italiana, opera documentata in sacrestia.
- ?, Reliquari e argenteria liturgica, manufatti d'oreficeria, opere documentate in sacrestia.

## Congregazione del Santissimo Cuore di Gesù e Maria
Sodalizio istituito il 23 febbraio 1849.

## Congregazione sotto il titolo dell'«Immacolata Concezione di Maria Vergine»
Sodalizio istituito nel 1856. Rivolto a ragazze e ragazzi delle scuole primarie e secondarie de La Valletta.

## Feste religiose
- 25 novembre, festa di santa Caterina d'Alessandria.
- ?, Te Deum di ringraziamento, funzioni documentate.
  - 1707, celebrazione per la nascita di Luigi I di Spagna, principe delle Asturie.
  - 1722, celebrazione per l'incoronazione a Re di Sicilia di Carlo VI d'Asburgo.
  - ?, celebrazioni per l'elezione del Gran Maestro dell'Ordine. Manifestazioni ancora più solenni qualora la nomina a Gran Maestro riguardasse un Cavaliere italiano.

## Congregazione dei Sacri Cuori di Gesù e di Maria
- 23 febbraio 1849, Congregazione dei Sacri Cuori di Gesù e di Maria, sodalizio attestato presso il tempio.

## Ministri di culto

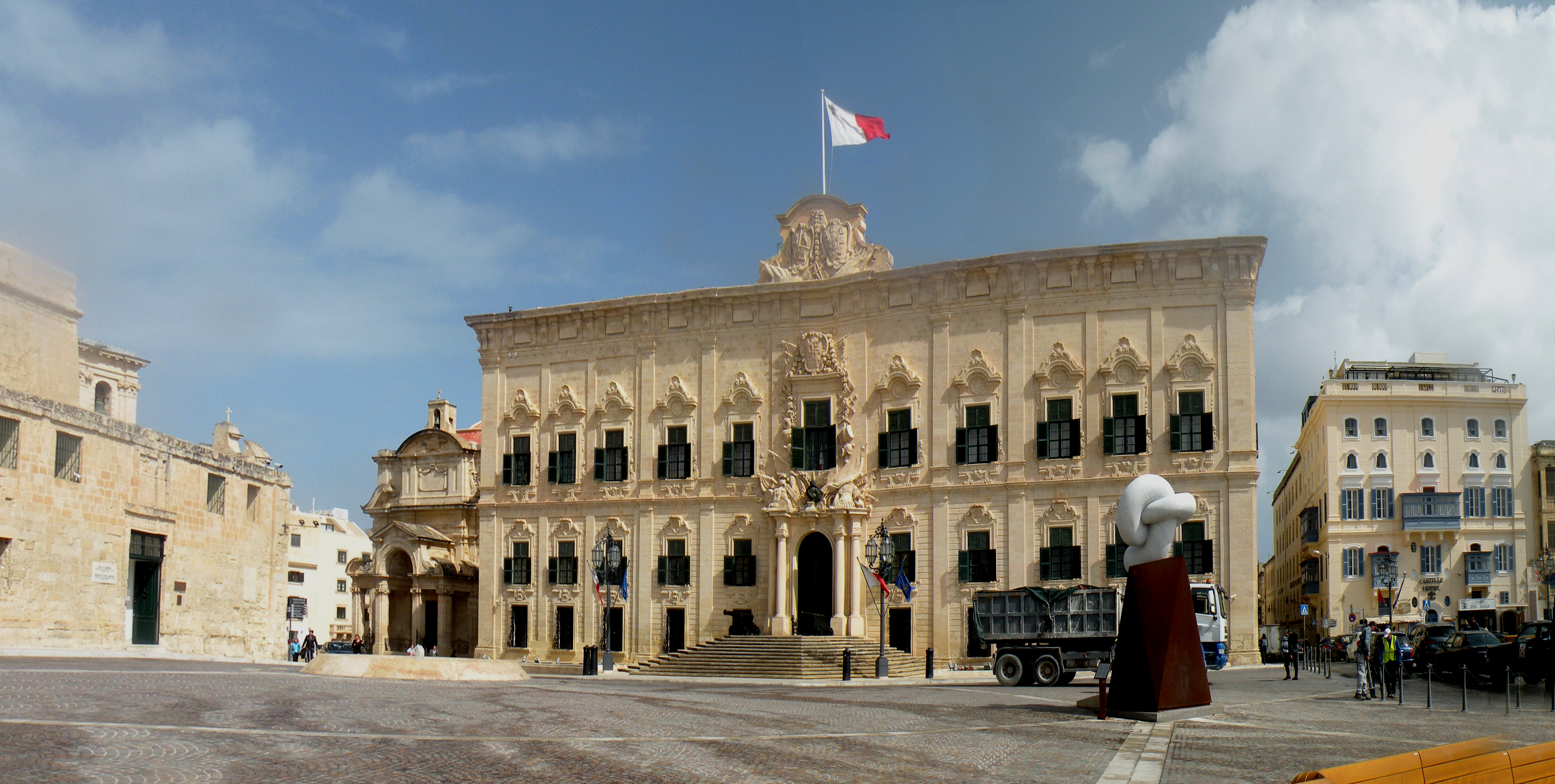
La chiesa e Piazza di Castiglia.

- Alfonso Domenici nel 1572 primitiva chiesa di Birgu / Vittoriosa
- Ludovico Folchi dal 1572 al 1601
- Gaspare Scaglione dal 1601 al ?
- Michele Fanale
- Costanzo Vella
- Guglielmo Sannazzaro 1711c. patrocinatore il balì Giovanni Battista Spinola
- Cristoforo Balbiano 1714c. priore Nicola Bonaventura Lomellini